# Isla London
La isla London —también denominada isla Cook— forma parte del archipiélago de Tierra del Fuego ubicado en la región austral de Chile. Es la más grande del grupo de las islas Camden.
Administrativamente pertenece a la Región de Magallanes y Antártica Chilena, Provincia de la  Antártica Chilena, comuna Cabo de Hornos. La isla queda dentro del parque nacional Alberto de Agostini.
Desde hace aproximadamente 6000 años hasta mitad del siglo XX sus costas fueron habitadas por los pueblos kawésqar y yámana. A comienzos del siglo XXI estos pueblos habían sido prácticamente extinguidos por la acción del hombre blanco.

## Historia
Debido a su carácter montañoso y accidentado y a la carencia de recursos, la isla ha estado deshabitada y solo de vez en cuando era recorrida por miembros de los pueblos kawésqar y yámana, pueblos que a mediados del siglo XIX  prácticamente habían desaparecido por la acción del hombre blanco.
La isla queda en territorio kawésqar, pero era visitada frecuentemente por los indígenas yámanas quienes acudían a buscar en ella y otras islas cercanas la pirita de hierro, mineral con el que conseguían las chispas necesarias para encender fuego.
Forma parte del parque nacional Alberto de Agostini dependiente de la Corporación Nacional Forestal.
En enero de 1830 el comandante Robert Fitzroy con el HMS Beagle fondeó en puerto Townshend que queda en el extremo SE de la isla. Estando aquí sucedió el episodio del robo de una ballenera por parte de los kawésqar, episodio que concluyó en el traslado de cuatro indígenas a Inglaterra.

## Geografía
Es la mayor del grupo de las Camden y su contorno y relieve son muy irregulares. Tiene una orientación NO-SE con un largo de 8 millas en esa dirección y un mayor ancho de 2 millas.
En la parte NO se alza el pico San Pablo de 734 metros de elevación y en la parte SE el pico Horacio de 488 metros.
Por su lado noroeste corre el canal Brecknock, por el este el paso Pratt que la separa de la isla Sidney, por el sur y el oeste el océano Pacífico. En el extremo SE se encuentra Puerto Townshend, no recomendable para las naves por estar abierto a los vientos del 1° y 2° cuadrantes y porque los del 3.er. cuadrante bajan en fuertes ráfagas, williwaws.

### Clima
En el sector de la isla reina casi permanentemente el mal tiempo, cae copiosa lluvia y el cielo está nublado. El clima se considera de carácter marítimo, con temperaturas parejas durante todo el año. El viento predominante es del oeste y sopla casi en forma continua y sin interrupción. Se puede decir que el régimen permanente es de mal tiempo bajo todas sus formas.